# Rivière Laviolette Ouest
Pour les articles homonymes, voir Laviolette (homonymie).
La rivière Laviolette Ouest est un affluent de la rivière Laviolette, coulant entièrement dans le canton de Légaré, du côté ouest de la rivière Saint-Maurice, dans le territoire non organisé de la Baie-de-la-Bouteille, dans la municipalité régionale de comté (MRC) de Matawinie, dans la région administrative de la Lanaudière, au Québec, au Canada.
Ce cours d'eau fait partie du bassin versant de la rivière du Milieu, du réservoir Taureau et de la rivière Matawin laquelle coule généralement vers l'est pour se déverser sur la rive est de la rivière Saint-Maurice ; cette dernière se déverse à son tour à Trois-Rivières sur la rive nord du fleuve Saint-Laurent.
L’activité économique du bassin versant de la rivière Laviolette Ouest s’avère la foresterie et les activités récréotouristiques. Le cours de la rivière coule entièrement en zones forestières. La surface de la rivière est généralement gelée de la mi-décembre jusqu’à la fin mars.

## Géographie
La rivière Laviolette Ouest prend sa source à l’embouchure d’un lac sans nom (longueur : 0,4 km ; altitude : 498 m) dans le canton de Légaré, dans le territoire non organisé de Baie-de-la-Bouteille.
L’embouchure de ce lac de tête est située à 6,9 km au nord-ouest de la confluence de la « rivière Laviolette Ouest », à 36,6 km au nord du centre du village de Saint-Michel-des-Saints et à 93 km à l'ouest de la confluence de la rivière Matawin.
À partir de l’embouchure du lac de tête, la rivière Laviolette Ouest coule sur 10,8 km, selon les segments suivants :
- 1,3 km vers le sud, puis vers l'ouest, dans le canton de Légaré, en traversant un lac sans nom (longueur : 0,6 km ; altitude : 485 m) sur 0,5 km, jusqu’à l’embouchure ;
- 5,2 km vers le sud, en formant une courbe vers l'ouest, jusqu’à un ruisseau (venant du sud-ouest) ;
- 1,4 km vers l’est, jusqu’à la décharge des lacs Judy et Punch (venant du nord) ;
- 2,9 km vers le sud-est, en traversant un petit lac (longueur : 0,4 km ; altitude : 409 m), jusqu’à la confluence de la rivière[1].

La rivière Laviolette Ouest se déverse dans le canton de Légaré, sur la rive ouest du lac Dépôt (altitude : 402 m) lequel est traversé vers le sud par la rivière Laviolette.
La confluence de la « rivière Laviolette Ouest » est située à :
- 26,7 km au nord-ouest du centre du village de Saint-Michel-des-Saints ;
- 32,8 km à l'ouest de l’embouchure du réservoir Taureau ;
- 88,1 km à l'ouest de la confluence de la rivière Matawin.

## Toponymie
Le terme Laviolette constitue un patronyme de famille d'origine française.
Le toponyme rivière Laviolette Ouest a été officialisé le 5 décembre 1968 à la Commission de toponymie du Québec.